# Thurston (Engeland)
Thurston is een civil parish in het bestuurlijke gebied Mid Suffolk, in het Engelse graafschap Suffolk met 3232 inwoners.

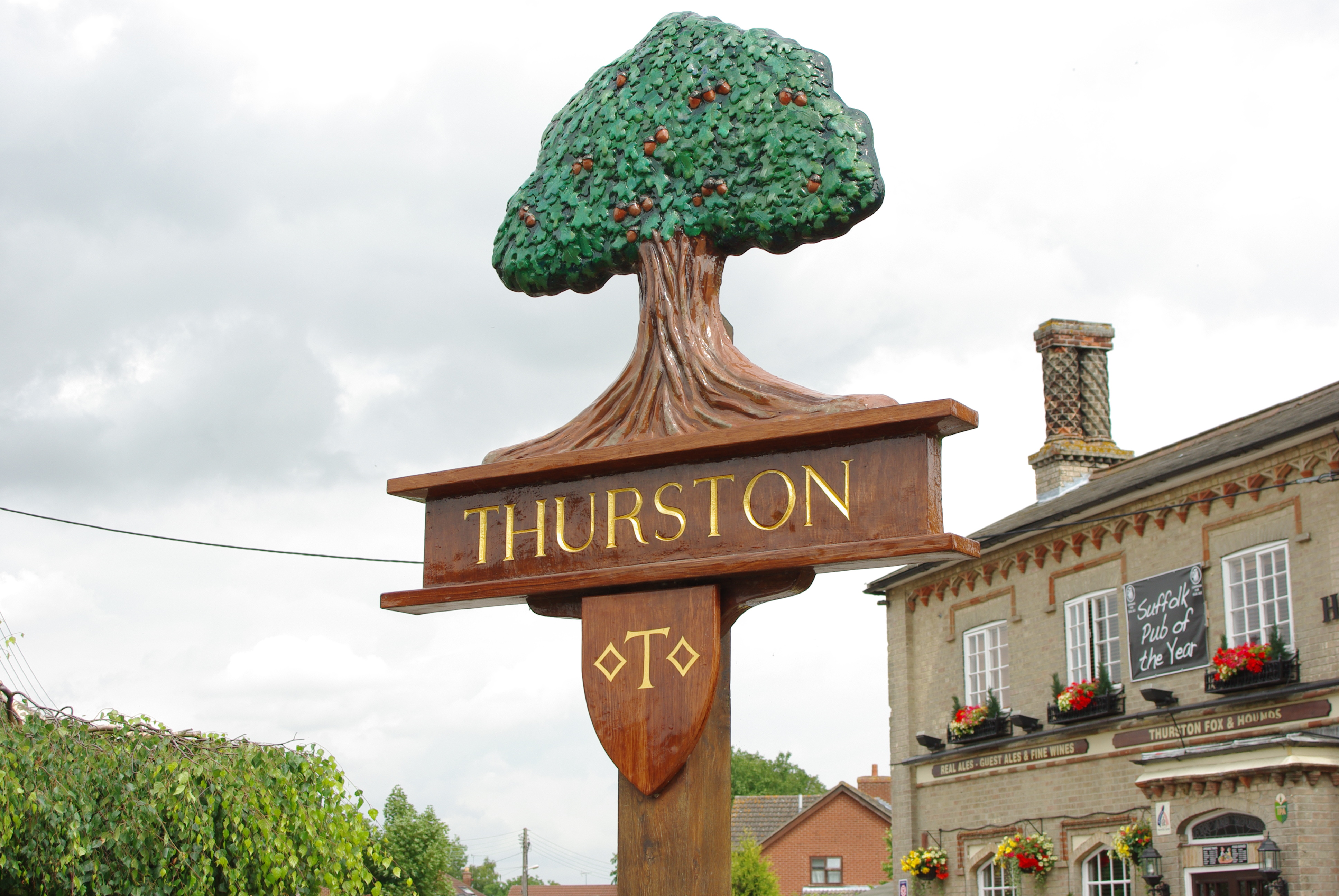